# Santalum freycinetianum
Santalum freycinetianum, o Sândalo-da-floresta, é uma espécie de árvore na família Santalaceae, que é endémica para as ilhas havaianas. O seu nome binomial comemora Henri Louis Claude de Saulces de Freycinet, um explorador francês do século XIX. Habita em elevações de 250 a 950 metros. Ela cresce em áreas que recebem cerca de 500 a 3800 milímetros de precipitação anual. Como outros membros de seu género, é uma raiz hemi-parasita, derivando alguns dos seus nutrientes da planta hospedeira; hospedeiros comuns incluem koa (koa Acacia), koai ʻ (Koaiá Acacia) e Dodonaea viscosa.

## Variedades
- Santalum freycinetianum var. freycinetianum[5]
- Santalum freycinetianum var. lanaiense
- Santalum freycinetianum var. pirularium[3]